# روح شاكيد (فلم)
روح شاكيد هو فيلم وثائقي من إنتاج إسرائيلي، يعرض لما قامت به وحدة من الجيش الإسرائيلي بعد انتهاء حرب يونيو 67، حيث قامت بقتل 250 أسيرا مصريا عزلا ودفنهم في سيناء. وجاء في الفيلم أن بعضا من الجنود المصريين دفنوا أحياء. الفرقة العسكرية الإسرائيلية «روح شاكيد» قادها بنيامين بن إليعيزر الذي شغل لاحقا عدة مناصب وزارية. أثار الفيلم انتقادات واسعة في مصر 
فقد قام التليفزيون الإسرائيلي بعرض الفيلم الوثائقي وحدة شاكيد.وتضمن الفيلم الجرائم والمجازر الرهيبة التي قام بها المجرمين الإسرائيليين ضد الاسري العزل من المصريين في حرب
وتبدأ القصة بالفيلم الذي يصف أحداث نهاية حرب 1967 التي اضطرت فيها وحدة شاكيد لمطاردة وتصفية عناصر كوماندو مصريين كانوا في قطاع غزة وحاولوا الوصول إلى سيناء، في أثناء المطاردة لعدة أيام بواسطة طائرات الهليكوبتر، وفي النهاية، «تم إحصاء حوالي 250 جندي مصري كوماندو قتيلا» 1967 ذلك الفيلم يمثل جزءا صغيرا من الواقع فهناك العديد من الروايات عن قتل الاسري المصريين منها شهادة لجندي مصري، أُسر مع 50 آخرين في منطقة في جوار قلعة العريش، قال «أثناء تجميعنا في مطار العريش يوم 8 حزيران 1967 أمرونا بالنوم داخل حظائر الطائرات بعضنا فوق بعض، وفي الصباح توفي 70 أسيراً من الاختناق وتم دفنهم في حفر داخل المطار».
وروى جندي آخر في سلاح المشاة المذبحة التي قامت خلالها الدبابات الإسرائيلية بمطاردة نحو 150 من الأسرى المصريين ودهسهم بلا رحمة. قال «بمجرد استسلامهم قامت الدبابات الإسرائيلية بمطاردتهم ودهسهم مثل العصافير».
والجندي، الذي يحمل الرقم العسكري 46295، قال «أثناء وجودنا في معسكر عتليت، روى لي أحد الجنود المصريين أن أرييل شارون داس بالدبابات على بعض الجنود فقتلوا جميعاً».
وقال أسير آخر «أثناء وجودنا في معسكر بئر السبع، شاهدتهم يقومون بدفن مصابين من الجنود الأسرى وهم أحياء، بعدما يأمرونهم بحفر قبورهم ثم يردمون التراب عليهم».
ولعل أخطر الاعترافات تلك التي تتعلق بتجارة الأعضاء، حيث شكّل الأسرى المصريون مستودعاً هائلاً لقطع الغيار البشرية، وكان السماسرة يجنون أرباحاً خيالية من بيع الأعضاء في أوروبا وإسرائيل. كما كان طلبة الطب هناك يتدربون على العمليات الجراحية على هؤلاء الأسرى.
وقد اعترف أحد التجار، وهو إسرائيلي يعيش في باريس، «لقد رأيت بعيني عشرات من الأسرى وقد شقّت بطونهم أمامي بأيدي طلبة الطب الصغار، واقشعرّ بدني لهذه الطريقة البشعة».
وأكبر دليل علي ذلك اعترافات بنيامين بن إليعازر وزير البنية التحتية الإسرائيلي الخطيرة حيث انه كان قائدا في وحدة شاكيد
قامت الدنيا ولم تقعد عندما قتل هتلر اليهود في اربيعينات القرن الماضي (الهولوكوست)
ونصبت المحاكم للنازيين اما العرب فلا عزاء لهم
ليتذكر الإسرائيليون أن جرائم النازى ضدهم إذا كانت لم تسقط حتى الآن من ذاكرتهم فإن جرائمهم لن تسقط من ذاكرة الشعب المصري وأمته العربية 

## وصلات خارجية
- النص الكامل للفيلم الوثائقي الإسرائيلي عن قتل الأسري المصريين: الضباط الإسرائيليون يعترفون بمطاردة الجنود المصريين وقتلهم رغم استسلامهم، جريدة الأهرام المصرية، 19 مارس 2007
- كالعادة.. الحكومة تهربت من مناقشة استجوابات فضيحة قتل الأسرى المصريين، إخوان أون لاين